# Клюшник, Владимир Григорьевич
Владимир Григорьевич Клюшник (14.08.1922 — 20.10.1995) — разведчик 464-го стрелкового полка (78-я стрелковая Запорожская Краснознамённая ордена Суворова дивизия, 33-й стрелковый корпус, 27-й армия, 3-й Украинский фронт), сержант, участник Великой Отечественной войны, кавалер ордена Славы трёх степеней.

## Биография
Родился 14 августа 1922 года в городе Запорожье Украинской ССР. Из семьи служащего. Украинец.
Окончил 7 классов в Запорожье, первый курс металлургического техникума. Работал токарем на Запорожском авиационном заводе имени П.И. Баранова.
В Красную армию призван в августе 1941 года. На фронте в Великой Отечественной войне с декабря 1941 года. Вторично призван в Красную армию в сентябре 1943 года Запорожским районным военкоматом. В 1943-1945 годах воевал в 78-й стрелковой дивизии.
Особенно отличился при освобождении своих родных мест. В ходе битвы за Днепр воевал на плацдарме в районе хутора Вольный Запорожского района. При отражении танковой атаки 6 ноября 1943 года, подпустив танки ближе, открыл автоматный огонь по десанту пехоты на броне, вынудил пехотинцев покинуть танки и залечь, отсекая пехоту от танков. Награждён за эти бои своей первой наградой – орденом Красной Звезды.
Разведчик 464-го стрелкового полка (78-я стрелковая дивизия, 27-я армия, 2-й Украинский фронт) младший сержант Клюшник Владимир Григорьевич отличился в оборонительных боях в Румынии, при отражении попытки контрнаступления немецких войск северо-западнее города Яссы (Румыния). 18 апреля 1944 года отражая атаки противника, огнём из автомата уничтожил 6 немецких солдат. Дважды одним из первых поднимался в атаку, увлекая за собой бойцов. Выявил слабое место в обороне врага, что способствовало выполнению боевой задачи.
За образцовое выполнение боевых заданий Командования на фронте борьбы с немецкими захватчиками и проявленные при этом доблесть и мужество приказом по частям 78-й стрелковой дивизии № 016/н от 30 апреля 1944 года младший сержант Клюшник Владимир Григорьевич награждён орденом Славы 3-й степени.
Разведчик 464-го стрелкового полка красноармеец Клюшник Владимир Григорьевич вновь отличился в Бухарестко-Арадской наступательной операции 15 сентября 1944 года. Тогда в ночном бою на подступах к населённому пункту Черефалва (8 километров юго-восточнее города Тыргу-Муреш, Румыния) одним из первых ворвался в деревню. Лично уничтожил пулемётный расчёт противника, обеспечив тем самым переправу стрелковых подразделений батальона через приток реки Муреш. Затем в уличных боях возглавил группу из трёх бойцов и они совместно подавили ещё одну пулемётную точку, захватили крупнокалиберный пулемёт и открыли из него огонь по врагу. Был представлен командиром полка к награждению орденом Красной Звезды. Командиром дивизии награда была заменена на орден Славы 3-й степени.
За образцовое выполнение боевых заданий Командования на фронте борьбы с немецкими захватчиками и проявленные при этом доблесть и мужество приказом по частям 78-й стрелковой дивизии № 044/н от 15 октября 1944 года красноармеец Клюшник Владимир Григорьевич награждён орденом Славы 3-й степени.
Разведчик 464-го стрелкового полка сержант Клюшник Владимир Григорьевич отважно действовал в Венской наступательной операции. 3 апреля 1945 года в уличных боях при взятии города Ленти (Венгрия) гранатами и автоматным огнём истребил до 20 немецких солдат и одного офицера.
За образцовое выполнение боевых заданий Командования на фронте борьбы с немецкими захватчиками и проявленные при этом доблесть и мужество приказом войскам 27-й армии № 126/н от 19 мая 1945 года сержант Клюшник Владимир Григорьевич награждён орденом Славы 2-й степени.
В ноябре 1945 года был демобилизован. Жил и работал в городе Сочи. В 1947 году переехал в свой родной город Запорожье. Член КПСС с 1953 года. Окончил Днепропетровский горный институт в 1954 году. Работал в тресте «Лисичануголь» начальником участка и главным инженером на шахте. Затем жил в городе Гагра (Абхазская АССР, Грузинская ССР), работал оператором котельной санатория «Украина». Старший лейтенант-инженер запаса (1971).
Указом Президиума Верховного Совета СССР от 16 марта 1984 года перенаграждён орденом Славы 1-й степени, став таким образом полным кавалером ордена Славы.
Умер 20 октября 1995 года. Похоронен в городе Запорожье.

## Награды
- Орден Отечественной войны I степени (11.03.1985)[3]
- Орден Красной Звезды (18.11.1943)[4]
- Орден Славы 1-й (16.03.1984)[5], 2-й (19.05.1945)[6] и 3-й (30.04.1944)[7] степеней
- медали, в том числе:
  - «За отвагу» (2.04.1944)[8]
  - «В ознаменование 100-летия со дня рождения Владимира Ильича Ленина» (6 апреля 1970)
  - «За победу над Германией» (9 мая 1945[9])[10]
  - «20 лет Победы в Великой Отечественной войне 1941—1945 гг.» (7 мая 1965[11])
  - «30 лет Победы в Великой Отечественной войне 1941—1945 гг.»[12]
  - 40 лет Победы в Великой Отечественной войне 1941—1945 гг.[13]
  - 50 лет Победы в Великой Отечественной войне 1941—1945 гг.[14]
  - «30 лет Советской Армии и Флота»[15]
  - «40 лет Вооружённых Сил СССР»[16]
  - «50 лет Вооружённых Сил СССР» (26 декабря 1967[17])
- Знак «25 лет победы в Великой Отечественной войне» (1970)

## Память
- На могиле установлен надгробный памятник.
- Увековечен на Сайте МО РФ.